# Wolfgang Weider
Pour les articles homonymes, voir Weider.
Wolfgang Weider, né le 29 octobre 1932 à Berlin où il meurt le 14 février 2024, est un prélat catholique allemand, évêque auxiliaire de Berlin de 1982 à 2009.

## Biographie
Après des études en théologie et en philosophie catholique, Wolfgang Weider est ordonné diacre le 7 avril 1957, puis accède à la prêtrise le 21 décembre suivant.
Le 13 février 1982, le pape Jean-Paul II le nomme évêque titulaire d'Uzita (de) et évêque auxiliaire de Berlin. Il est consacré le 25 mars suivant par Joachim Meisner, assisté de Heinrich Theissing (de) et Theodor Hubrich. Il devient alors résidant canon du chapitre métropolitain de Berlin et vicaire épiscopal chargé des services liturgiques.
Le 29 octobre 2007, à l'âge de 75 ans, il remet sa démission mais le pape Benoît XVI ne l'accepte que le 19 avril 2009, date de la consécration de son successeur, Matthias Heinrich.